# 道興
道興（どうこう、永享2年（1430年） - 大永7年7月7日（1527年8月3日））は、室町時代の僧侶で聖護院門跡。 
関白近衛房嗣の子。兄弟に近衛教基、近衛政家、三宝院政深、実相院増運、浄土寺政弁。寛正6年（1465年）に准三宮宣下を受ける。

## 生涯
幼少の頃から出家し、聖護院満意の弟子となりその後継者と位置づけられるが、室町幕府から将軍足利義教の子である義観を聖護院の後継とするように申し入れがあり、これを受けて道興は廃されて如意寺に送られた（『建内記』嘉吉3年2月19日条）。文安4年（1447年）、如意寺継承を前提として満意から伝法灌頂を受けている。ところが、寛正3年（1462年）になって義観が突如隠居してしまう。将軍・足利義政は二条持通の子である政瑜を後継に推す（『大乗院寺社雑事記』寛正3年12月26日条）が、政瑜は当時13歳であったことから、道興を中継ぎとして聖護院を継がせることになった。
寛正6年（1465年）12月7日に准后宣下を受け、道興准后（どうこうじゅごう）と呼ばれるようになりその後、園城寺の長吏、熊野三山、新熊野社の検校も兼ねた後に大僧正に任じられた。当初は中継ぎの門跡であったが、実弟の近衛政家の支援に加え、足利義政もその能力を評価したため、その地位は安定したかに見えた。
ところが、応仁の乱において足利義政と弟の足利義視の間の仲介に奔走したところ、西軍への内通を疑われるようになり、文明8年（1476年）に聖護院門跡を政瑜に交替させることになり、翌文明9年（1477年）11月道興は義視を追って美濃国に亡命した。ところが、翌文明10年（1478年）に政瑜が急逝してしまうと、道興の復帰を求める声が強まり、文明11年（1479年）閏9月に義政は道興の赦免と門跡復帰を命じた。
文明18年から19年（1486–87年）にかけては聖護院末寺の掌握を目的に東国を廻国した。文明18年6月に京都を発つと、若狭国から越前国、加賀国、能登国、越中国、越後国の北国を経て、下総国、上総国、安房国、相模国の関東を廻り、翌年5月には武蔵国から甲斐国を廻り、奥州まで至っている。道興は後に東国廻国を紀行文『廻国雑記』として著している。